# بزرگراه شهید باکری
بزرگراه شهید باکری با نام پیشین بزرگراه آسیا و با شماره بزرگراه ۲۹ یکی از بزرگراه‌های تهران است که جهت شمالی-جنوبی دارد. این بزرگراه که در غرب و شمال غرب تهران واقع شده، از امتداد بلوار سیمون بولیوار آغاز شده و به بزرگراه حجازی منتهی می‌شود. 

## تقاطع‌ها
| از شمال به جنوب | از شمال به جنوب                      | از شمال به جنوب |
| --------------- | ------------------------------------ | --------------- |
|                 | بلوار سیمون بولیوار                  |                 |
| دوربرگردان      |                                      |                 |
|                 | بزرگراه آبشناسان                     |                 |
|                 | بزرگراه همت                          |                 |
|                 | بلوار لاله غربی بلوار کانون          |                 |
|                 | بلوار آیت‌الله کاشانی                 |                 |
|                 | بزرگراه علامه جعفری                  |                 |
|                 | بلوار ناصر حجازی بلوار پرویز ابوطالب |                 |
| دوربرگردان      |                                      |                 |
|                 | مجموعه ارم سبز                       |                 |
|                 | بزرگراه حجازی                        |                 |
| از جنوب به شمال |                                      |                 |